# Gare de Kameyama (Hyōgo)
Pour l’article homonyme, voir Gare de Kameyama (Mie).
La gare de Kameyama (亀山駅, Kameyama-eki) est une gare ferroviaire localisée dans la ville d'Himeji, dans la préfecture de Hyōgo au Japon. La gare est exploitée par la compagnie Sanyo Electric Railway, sur la ligne principale Sanyo Electric Railway. Le numéro de la gare est SY 41.

## Situation ferroviaire
Établie à 7 mètres d'altitude, la gare de Kameyama est située au point kilométrique (PK) 52.3 de la ligne principale Sanyo Electric Railway.

## Histoire
C'est le 11 août 1923 que la gare est inaugurée par la compagnie électrique de Kobe Himeji sous le nom de gare de Kameyama Gobō (亀山御坊駅, Kameyama Gobō-eki). En 1927, la  compagnie électrique de Kobe Himeji fusionne avec la compagnie électrique de Ujigawa. En 1933, la compagnie électrique de Ujigawa se sépare de sa partie ferroviaire. De là, la compagnie électrique de Hyogo et la section ferroviaire de la compagnie électrique de Ujigawa donne naissance à une nouvelle société, la Sanyō Electric Railway, le 6 juin 1933. Le 1er avril 1944, la gare change de nom et devient la gare de Dentetsu-Kameyama (電鉄亀山駅, Dentetsu Kameyama-eki). C'est en 1991 que la gare prend son nom actuel.
En 2013, la fréquentation journalière de la gare était de 1 102 personnes.
| 2010  | 2011  | 2012  | 2013  |
| 1 054 | 1 024 | 1 050 | 1 102 |

## Service des voyageurs

### Accueil
La gare est une halte sans service et sans personnel.

### Desserte
La gare de Kameyama est une gare disposant de deux quais et de deux voies.
| N° de voie         | Ligne | Direction      |
| ------------------ | ----- | -------------- |
| Côté bâtiment gare | Sanyō | Akashi - Ōsaka |
| Côté opposé        | Sanyō | Himeji         |

Installations et desserte
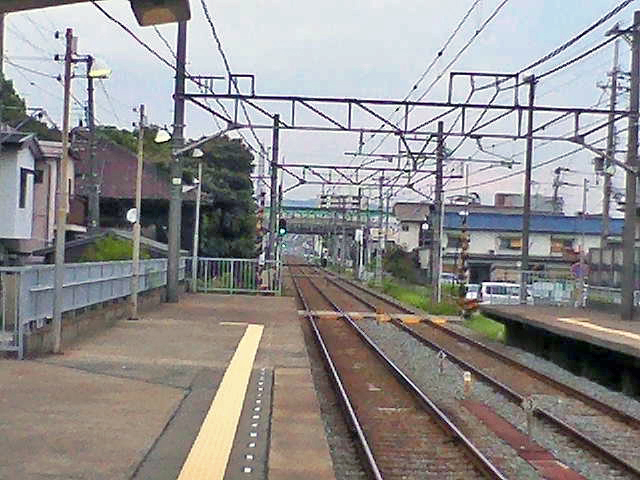
Voies et quais.
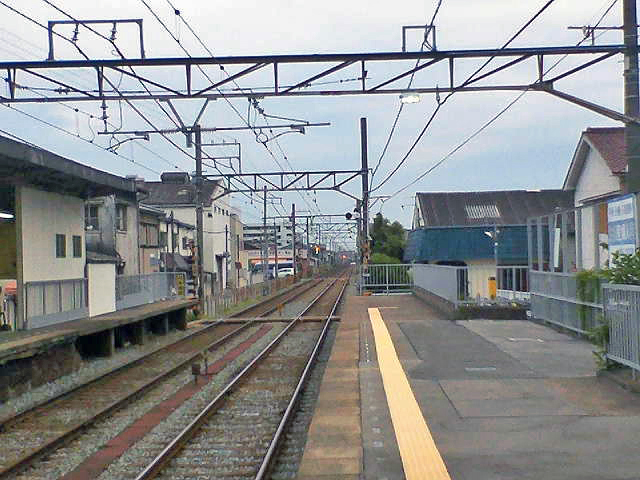
Voies et quais.
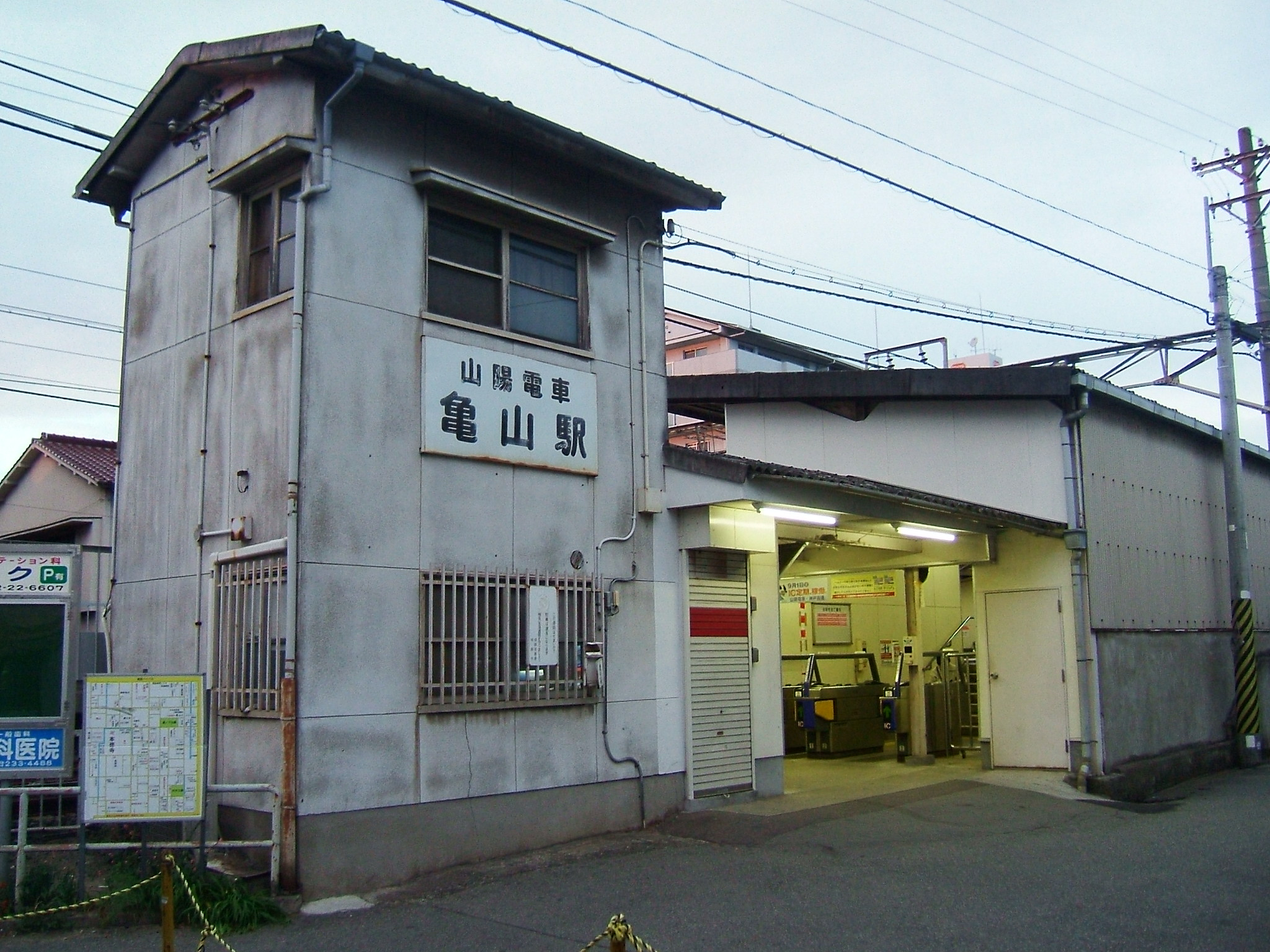
Local de la gare

### Site d’intérêt
- Le temple Kameyama Hontoku-ji